# Ausschuss für Rechtsphilosophie
Der Ausschuss für Rechtsphilosophie bestand in der nationalsozialistischen Akademie für Deutsches Recht unter Leitung von Hans Frank.

## Gründung und Zielsetzung
Der Ausschuss arbeitete seit der Gründung am 3.–5. Mai 1934 im Weimarer Nietzsche-Archiv. Geschäftsführender Vorsitzender war der Jenaer Rechtsphilosoph Carl August Emge. Außer Frank und Emge waren weitere fünfzehn Gründungsmitglieder zugegen: der Rechtsphilosoph Julius Binder, der Völkerrechtler Viktor Bruns,  der Soziologe, Historiker und Philosoph Hans Freyer, der Philosoph Martin Heidegger, der Jurist Ernst Heymann, der Jurist Erich Jung, der emeritierte Rechtsprofessor Wilhelm Kisch,  der Psychiater Max Mikorey, der Mediävist Hans Naumann, der Jurist Helmut Nicolai, der Architekt und NS-Ideologe Alfred Rosenberg, der Psychologe und Philosoph Erich Rothacker, der Jurist und Philosoph Carl Schmitt, der Rechtsphilosoph Rudolf Stammler, der Biologe und Zoologe Jakob Johann von Uexküll. 1935 wurde der Volksschullehrer und Herausgeber des Stürmer, Julius Streicher nachberufen.
In der Eröffnungsrede knüpfte Frank an Friedrich Nietzsche an: „Der Durchbruch der Rechtsphilosophie heißt nichts anderes, als freiwillig und gern Abschied nehmen von den vergänglichen Entwicklungen einer Knechtsphilosophie im Dienst undeutscher Dogmen. … Der Typ, den wir aufstellen, heißt Lebensrecht und nicht Formalrecht soll das Ziel sein. … Unser Recht soll der Allgemeinheit dienen und nicht dem Individuum, es soll aber sein ein Herrenrecht und nicht Sklavenrecht. … Der Staatsbegriff des Nationalsozialismus wird von uns neu gebaut auf der Einheit und Reinheit des deutschen Menschtums, formuliert und verwirklicht im Recht und im Führerprinzip. … Möge von dem Wirken dieses Ausschusses ausstrahlen eine neue deutsche Rechtsgeschichte.“ Auf der abschließenden Pressekonferenz am 5. Mai 1934 verkündete Frank vor über 200 Journalisten, dass „das Fundament unserer Gesetzgebung die Erhaltung der rassischen Wertsubstanz unseres Volkes ist“.
Die Akten des Ausschusses für Rechtsphilosophie wurden 1938 zerstört; daher gibt es für dessen Tätigkeit, bis auf das Protokoll der konstituierenden Sitzung, nur eine weitere aktenmäßige Überlieferung: eine Liste der Namen der Mitglieder, die aber erst 2018 publiziert wurde.
Die Publikation löste, durch den Linguisten François Rastier und den Publizisten Kaveh Nassirin initiiert, die international geführte Debatte über Martin Heidegger und Fake News aus.